# Incidente del C-130 Hercules dell'Aeronautica Militare Belga del 1996
L'Herculesramp (termine olandese che significa "il disastro dell'Hercules") è un incidente aereo avvenuto il 15 luglio 1996 all'aeroporto di Eindhoven, Paesi Bassi. Il disastro coinvolse un Lockheed C-130 Hercules e causò la morte di 34 persone.

## L'incidente
Alle 18:02 locali l'aereo si schiantò con a bordo un totale di 41 persone: quattro membri dell'equipaggio belgi e 37 giovani membri dell'esercito reale dei Paesi Bassi.
Mentre l'aereo stava per atterrare a Eindhoven si imbatté in uno stormo di uccelli, lo attraversò ma perse potenza e si schiantò al suolo. Scoppiò quindi un incendio che distrusse il cockpit e la fusoliera dell'aereo.
I vigili del fuoco dell'aeroporto non erano al corrente del fatto che l'aereo trasportasse dei passeggeri e solo 30 minuti dopo si resero conto che i passeggeri erano a bordo e la maggior parte di loro era morta nell'incendio susseguitosi all'impatto col suolo.
A seguito dell'incidente l'ufficiale dell'esercito reale olandese che era in comando alla base di Eindhoven, l'ufficiale responsabile del traffico aereo e l'ufficiale in comando ai vigili del fuoco vennero sollevati dai loro incarichi.
L'indagine seguita all'incidente stabilì che, nonostante il numero dei passeggeri a bordo fosse riportato sul piano di volo, la comunicazione non era stata trasmessa all'aeroporto di destinazione..

## L'inchiesta
La causa dell'incidente fu stabilita essere l'impatto di alcuni uccelli con i due motori di sinistra che provocò la perdita di controllo dell'aereo durante la fase di atterraggio.